# Republic of New Afrika
Die Republic of New Afrika (RNA), 1968 als Republic of New Africa gegründet, ist eine schwarznationalistische Organisation und eine schwarze Separatistenbewegung in den Vereinigten Staaten, die von Kämpfergruppen der schwarzen Freiheit populär gemacht wurde. Insbesondere die größere New-Africa-Bewegung hat drei Ziele:
- Schaffung eines unabhängigen Staates, mit mehrheitlich schwarzer Bevölkerung im Südosten der USA
- Zahlung von mehreren Milliarden Dollar an die afroamerikanischen Nachkommen von Sklaven durch die Bundesregierung für die Schäden, die den Afrikanern und ihren Nachkommen durch Versklavung, Jim-Crow-Gesetze und moderne Formen des Rassismus zugefügt wurden.
- Ein Referendum aller Afroamerikaner, um ihre Wünsche nach Staatsbürgerschaft zu bestimmen; Bewegungsführer sagen, dass ihren Vorfahren nach der Emanzipation im Jahr 1865 nach dem amerikanischen Bürgerkrieg in dieser Angelegenheit keine Wahl angeboten wurde.

Die Vision für diesen Staat wurde erstmals von der Malcolm X Society am 31. März 1968 auf einer Konferenz des Black Government in Detroit, Michigan, verkündet. Die Konferenzteilnehmer entwarfen eine Verfassung und eine Unabhängigkeitserklärung und identifizierten fünf südliche Staaten (Louisiana, Mississippi, Alabama, Georgia und South Carolina) als unterworfenes Staatsgebiet.